# Geschichte der Russlanddeutschen
Die Geschichte der Russlanddeutschen umfasst mehrere Epochen.

## Vorgeschichte – Deutsche in russischen Städten
Schon zu Zeiten der Kiewer Rus kamen Deutsche ins Gebiet des heutigen Russland, da Lübecker Kaufleute um 1200 ein Hansekontor in Nowgorod einrichteten. Diese Stadtrepublik stand in dieser Zeit für das souveräne Russland, während andere große russische Fürstentümer unter Herrschaft der Goldenen Horde standen.
Der östliche Nachbar, das Großfürstentum Moskau unter Iwan III. (Regentschaft 1462–1505), unterwarf Nowgorod (1478) und löste später auch das Hansekontor auf. Iwan III. war gleichzeitig der erste in einer ganzen Reihe von Zaren, die ausländische Fachleute anwarben. So kamen wiederum Deutsche nach Russland, von denen sich einige im neuen Machtzentrum Moskau dauerhaft niederließen.
Iwan IV. (1547–1587) gelang es mit Hilfe deutscher Mineure, die bislang tatarischen Gebiete (Khanate) an der Wolga zu erobern. Somit wurde zugleich der Weg nach Sibirien frei. Im Laufe der ersten Hälfte des 17. Jahrhunderts siedelten sich die nach Moskau kommenden Ausländer überwiegend unter den Russen an, aber am 4. Oktober 1652 erging ein Erlass des Zaren Alexej Michajlowitsch (1645–1676), des Vaters von Peter I., über die Aussiedlung aller Westeuropäer hinter die Stadtgrenzen von Moskau, in die vormalige Ausländer-Vorstadt. Nunmehr bekam dieser Ort den Namen Neu-Deutsche oder Deutsche Vorstadt (Nemezkaja sloboda), da Russen alle aus Westeuropa stammenden und des Russischen nicht mächtigen Personen als „Nemcy“ (von dem Wort nemoj ‚stumm‘) bzw. als „Deutsche“ bezeichneten. Nach der Hofzählung 1665 gab es in der Deutschen Vorstadt 206 Höfe mit etwa 1200 Ausländern. Im Jahre 1725 betrug ihre Zahl schon 2500, aber anteilmäßig machten sie nur 2 % der Gesamtbevölkerung der Stadt aus.
Peter I. (1689–1725) ließ die neue Hauptstadt Sankt Petersburg erbauen (1703), wo von nun an die meisten der angeworbenen Fachleute lebten. Unter ihm gelangten viele Deutsch-Balten, die aus der Zeit des Deutschen Ordens hervorgegangen waren, unter russische Herrschaft. Neben dem Zugang zur Ostsee wollte er auch die nördliche Schwarzmeerküste erobern, was jedoch erst Katharina II. wirklich gelang.

## Deutsche Siedler in Russland

### Katharina II.
Der Einfluss von Deutschen auf die Geschichte Russlands nahm unter den Nachfolgern Peters des Großen noch weiter zu: Minister und Ratgeber kamen aus Deutschland und die Zarenfamilie der Romanows vermischte sich mit anderen europäischen Häusern. Die aus Deutschland stammende Katharina II. (1762–1796) vertrat wie Friedrich II. in Preußen, Maria Theresia und Joseph II. in Österreich einen aufgeklärten Absolutismus und förderte wie diese die Kolonisation von innerstaatlichen, kaum oder unbewohnten Gebieten, um so ein erhöhtes Bevölkerungswachstum zu erreichen. Durch diese Peuplierungspolitik erhoffte man sich Macht und Reichtum für den Staat. In Russland kam noch hinzu, dass man einige Gebiete vor nomadisierenden Stämmen sichern wollte.

### Einladungsmanifest
Da die meisten russischen Bauern Leibeigene ihrer adligen Herren waren und die Zahl der freien Staatsbauern nicht ausreichte, warb sie vor allem im Ausland um Siedler. Ihr Einladungsmanifest vom 22. Juli 1763 stellte ausländischen Siedlern eine Reihe von Privilegien in Aussicht:
- Religionsfreiheit,
- Befreiung vom Militärdienst,
- Selbstverwaltung auf lokaler Ebene mit Deutsch als Sprache,
- finanzielle Starthilfe,
- 30 Jahre Steuerfreiheit.

### Auswanderung

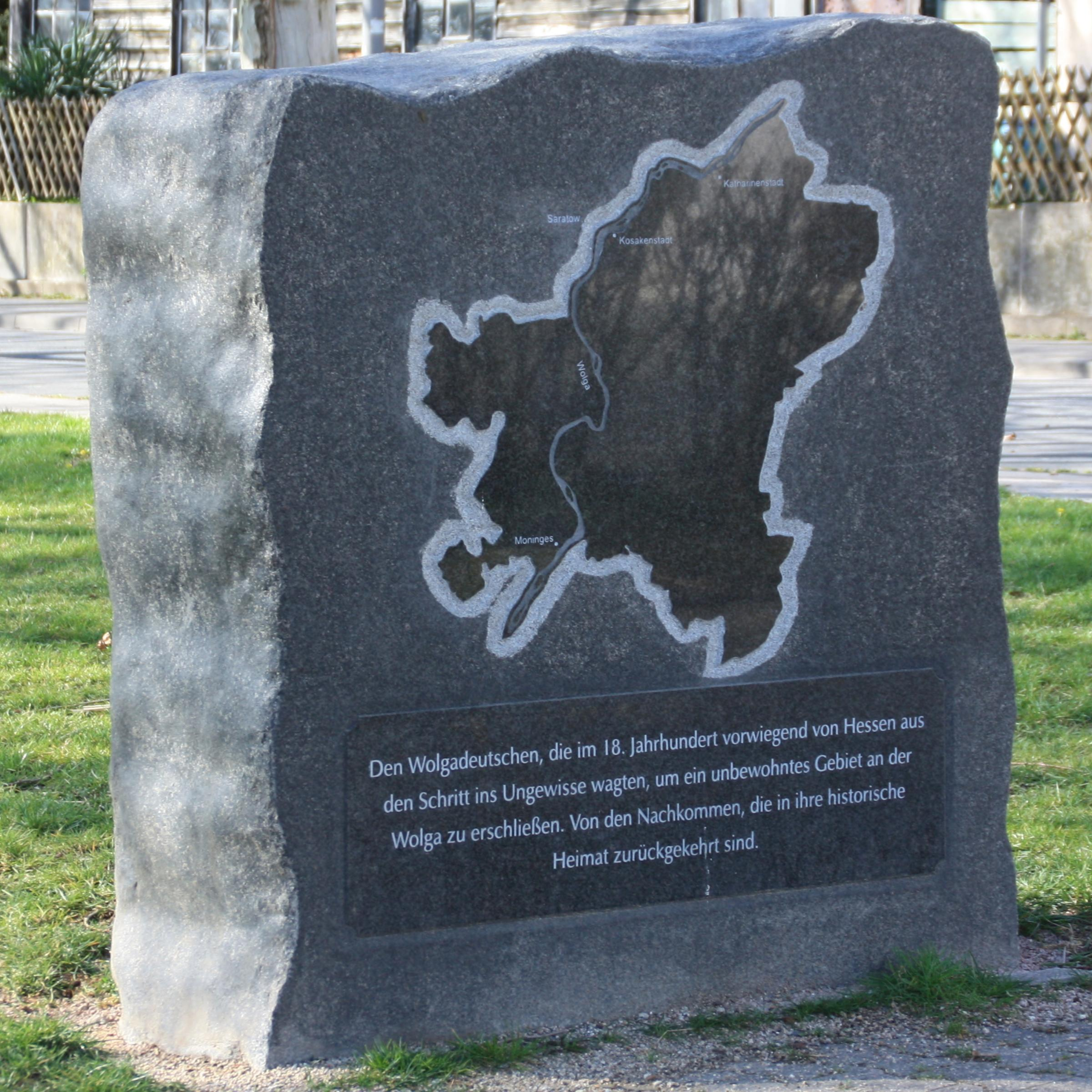
Denkmal in Biebrich zur Erinnerung an die Auswanderung von Hessen an die Wolga. Eingeweiht am 28. August 2011

Vor allem in deutschen Fürstentümern wurden die Menschen von den Versprechungen gelockt, die Katharina II. durch ihre Anwerber in Zeitungen und Kirchen verbreiten ließ. Die Motive, das Land verlassen zu müssen (Emigration), ergaben sich vor allem aus den Folgen des Siebenjährigen Krieges (1756–1763), unter dem vor allem die Bewohner der Rheinprovinz, Nordbayerns und -badens, der hessischen Gebiete und der Pfalz zu leiden hatten.

### Ankunft der ersten Siedler
Schon in den Jahren 1764–1767 wanderten rund 30.000 Deutsche – inklusive einer kleineren Anzahl von Franzosen, Niederländern und Schweden – nach Russland aus. Tausende überlebten die Strapazen, den Hunger und die Krankheiten während der langen Reise nicht. Erst bei der Ankunft wurde vielen klar, dass sie nicht mehr zu der Sorte von Einwanderern gehören sollten, die sich die Zaren in den Jahrhunderten zuvor ins Land geholt hatten. Weder durften die Handwerker unter ihnen ihren erlernten Beruf in den Städten ausüben, noch durften die Bauern sich selbst den Flecken Erde wählen, an dem sie sich niederließen. Stattdessen wurden einige dieser ersten Siedler in die ländliche Region um St. Petersburg, der überwiegende Teil aber ins Wolgagebiet bei Saratow geführt, wo alle dazu bestimmt waren, eine landwirtschaftliche Tätigkeit auszuüben.
Pro Familie bekamen die Kolonisten etwa 30 Hektar Land zugesprochen, wobei jedoch Klima und Bodenbeschaffenheit dieses Landes völlig anders waren, als man es aus den heimatlichen Gebieten kannte. So berichtet der Zeitzeuge C. Züge:

„Unser Führer rief halt! Worüber wir uns sehr wunderten, weil es zum Nachtlager noch zu früh war; unsere Verwunderung ging aber bald in Staunen und Schrecken über, als man uns sagte, dass wir hier am Ziele unserer Reise wären. Erschrocken blickten wir einander an, uns hier in einer Wildniß zu sehen, welche, so weit das Auge reichte, außer einem kleinen Walde, nichts als fast drei Schuh hohes Gras zeigte. Keins von uns machte Anstalt von seinem Roße oder Wagen herabzusteigen, und als das erste allgemeine Schrecken sich ein wenig verloren hatte, las man auf allen Gesichtern den Wunsch, wieder umlenken zu können… Das ist also das Paradies, das uns die russischen Werber in Lübeck verhießen, sagte einer meiner Leidensgefährten mit trauriger Miene! (…) Es war freilich eine Torheit von uns gewesen, dass wir uns in Russlands unbewohnten Gegenden einen Garten Eden dachten; die Täuschung war aber dagegen auch allzu groß, dafür eine Steppe zu finden, die auch nicht einmal den mäßigsten Forderungen entsprach. Wir bemerkten in dieser unwirthbaren Gegend nicht die geringste Anstalt zu unserer Aufnahme, sahen auch im Verlauf mehrerer Tage keine machen, und doch schien bei dem nicht mehr fernen Winter; Eile nötig zu sein.“

Diese Beschreibung bezeugt die Pionierleistung, die die zu Beginn (1773) 25.781 Einwohner der 104 neuen Dörfer im Wolgagebiet erbringen mussten, um zu überleben. Viele überlebten jedoch nicht. Neben den klimatischen Verhältnissen, Schädlingen und Seuchen stellte sich als weiteres Problem die strategische Lage heraus, denn es kam immer wieder zu Überfällen durch Reiternomaden („Kirgisen (Kasachen)“) aus dem Osten, die ganze Siedlungen zerstörten und ihre Einwohner raubten und versklavten. Durch Gefangenschaft, Krankheit und Flucht dezimierte sich die Zahl der Siedler allein innerhalb der ersten zehn Jahre um mehr als 7000 Menschen. Die russische Regierung versuchte der Entwicklung durch weitere Kredite, aber auch durch die Enteignung von Bauern, die sie als untauglich befand, entgegenzuwirken. Die verbleibenden Siedler durften sich fortan selbst verwalten, indem sie ihre eigenen Dorf- und Oberschulzen wählten.

### Siedler im Wolgagebiet
Trotz aller Schwierigkeiten machten die Siedler im Wolgagebiet Fortschritte. Bereits gegen Ende des 18. Jahrhunderts wurde ein „bescheidener Wohlstand“ (1) erreicht. Die Ernten wurden besser und die Bevölkerungszahl stieg um ein Vielfaches an, so dass im Jahre 1815 60.000, im Jahre 1850 dann gar 165.000 Menschen in den Mutter- und neu entstandenen Tochterkolonien (dazu weitere Neuansiedlungen wie Am Trakt und Alt-Samara) lebten. In der zweiten Hälfte des 19. Jahrhunderts jedoch wuchsen wieder die wirtschaftlichen Probleme, was vor allem an einer Agrarverfassung lag, die sich als nicht nachhaltig erwies. Land war nämlich hier nie Privateigentum, sondern wurde immer nur zur Verfügung gestellt – zuerst von der Krone, später von der Gemeinde, die immer wieder aufs Neue für eine möglichst gerechte Verteilung zu sorgen hatte. Diese Umteilungsgemeinde hatte sich nach der Abschaffung der Leibeigenschaft zuvor schon bei den meisten russischen Bauern entwickelt. Begünstigt durch Bevölkerungswachstum und mangelnde Alternativen, eine Arbeit außerhalb der Landwirtschaft zu finden, ergab sich das Problem, dass mit der Zeit immer weniger Kolonistenland für immer mehr Bauern zur Verfügung stand. Landzukäufe konnte man sich kaum leisten, stattdessen wurde das vorhandene Land umso intensiver genutzt und teilweise ausgelaugt. Dies war mitverantwortlich für die Missernten und Hungerjahre in der zweiten Hälfte des 19. Jahrhunderts.

### Siedler am Schwarzen Meer
Südrussland sowie das nördliche Schwarzmeergebiet mit den Schwarzmeerdeutschen war neben der Wolgaregion das zweite Hauptsiedlungsgebiet deutscher Kolonisten in Russland. Dieses Land, heute vorwiegend auf dem Staatsgebiet der Ukraine, hatte Katharina II. durch zwei Kriege mit dem Osmanischen Reich (1768–1774) und die Annexion des Krimkhanats (1783) im Süden für das Russische Reich hinzugewonnen. Es war jedoch nicht so kompakt angelegt wie das Wolgagebiet, sondern das Kerngebiet einer ganzen Kette von Kolonien, die von Wolhynien bis in den Kaukasus reichte. Die ersten deutschen Siedler kamen seit 1787 in erster Linie aus dem Raum Westpreußen (heute Polen) hierher, später dann auch aus dem Westen und Südwesten Deutschlands sowie dem Raum Warschau. Als Glaubensflüchtlinge kamen vor allem Mennoniten, die als „tüchtige Landwirte“ bekannt waren und die Rolle von Musterwirten übernehmen sollten. Diese Religionsgruppen hatten oft die Siedlungsgebiete schon auskundschaften lassen und brachten ihre eigenen Gerätschaften und eigenes Vieh mit. Außerdem hatten sie schon im Vorfeld oft bessere Bedingungen (mehr Landzuweisung u. ä.) ausgehandelt.
Zum Unterschied mit den Siedlungsgebieten an der Wolga erhielten die Bauern in Südrussland gleich zu Beginn mehr Land zugewiesen. Die Höfe gingen meist ungeteilt an jeweils einen Erben über. Wenn auch die Schwierigkeiten bei der Gründung ansonsten in etwa gleich waren, verlief die wirtschaftliche Entwicklung dieser Kolonien insgesamt erfolgreicher als an der Wolga. Auch stieg hier die Nachfrage nach anderen Gewerken, so dass auch Landlose eine Alternative hatten.
Diese besser durchdachte und mehr an den Bedürfnissen des Landes orientierte Einwanderungspolitik qualifizierter, dafür aber kleinerer Gruppen, wurde ab 1804 von Alexander I. weitergeführt. Dieser orientierte sich zwar an Katharina der Großen, beschränkte die Auswahl der Siedler aber durch verschiedene Regelungen auf wohlhabende Familien. Nach Landgewinnen durch den sechsten Türkenkrieg warb er ab 1813 im Ausland gezielt Siedler an, dem Deutsche aus dem Wartheland und dem südwestdeutschen Raum folgten und sich im Gouvernement Bessarabien niederließen.
Die besseren Bedingungen führten – gepaart mit modernem landwirtschaftlichem Gerät – zu einer wirtschaftlichen Blüte in den besiedelten Gebieten. Im Zuge der wirtschaftlichen Expansion der Deutschen in Russland wurde auch die Infrastruktur immer weiter verbessert und die deutsche Minderheit stieg im Zarenreich zu einer politisch, wirtschaftlich sowie finanziell einflussreichen Gruppe auf. Man fand sie überproportional oft im Offizierscorps, sie besaßen Banken und florierende Fabriken.

## Von der Privilegierung zur Diskriminierung (1871–1917)

### Aufhebung des Sonderstatus
Die Abschaffung der Leibeigenschaft seit 1861 durch Alexander II. bedeutete formal auch eine Angleichung des russischen Bauernstandes an den der Deutschen. In Ermangelung einer Bodenreform erhielten aber die nun freigesetzten russischen Bauern nicht das Land, auf dem sie bislang gearbeitet hatten. Viele arbeiteten daher als Tagelöhner bei deutschen Bauern. Dies führte nicht selten zu Neid unter der russischen Bauernbevölkerung.
Das „Angleichungsgesetz“ aus dem Jahre 1871 sorgte dafür, dass der Sonderstatus der Kolonisten allmählich aufgehoben werden sollte. So wurden die Selbstverwaltungseinrichtungen aufgelöst, Russisch wurde Amts- und Schulsprache, der Militärdienst wurde 1874 verpflichtend. Diese Entwicklung kann nun einerseits als Förderung des Mitspracherechts, und insgesamt der Integration, andererseits als Versuch einer Bevormundung und Beitrag zur Assimilierung der Russlanddeutschen („Russifizierung“) angesehen werden. In Zeiten aufkommender Industrialisierung empfanden viele Russlanddeutsche diesen erzwungenen Ausbruch aus der Isolation zwar auch als Chance, gleichzeitig sorgten sie sich wegen des aufkeimenden Panslawismus und der Deutschenfeindlichkeit im Land. Denn das Angleichungsgesetz fiel bezeichnenderweise auf das Gründungsjahr (1871) des Deutschen Reichs, das nach der dritten Teilung Polens (1795) nun in unmittelbarer Nachbarschaft lag.
Diese Russifizierungsmaßnahmen in der Zeit um 1870 bis zum Beginn des 20. Jahrhunderts führten dazu, dass bis 1912 etwa 300.000 Russlanddeutsche nach Nord- und Südamerika auswanderten, was jedoch das Bevölkerungswachstum in dieser Gruppe nicht nachhaltig beeinflusste, da aufgrund einer hohen Geburtenrate die Zahl der Russlanddeutschen bis 1914 auf 2,4 Millionen angewachsen war.

### Antideutsche Stimmung
Gegen Ende des 19. Jahrhunderts lebten 270.000 Schwarzmeerdeutsche in dreimal so vielen Dörfern wie die über 400.000 Wolgadeutschen. Um die Hauptsiedlungsgebiete herum, aber auch weit entfernt davon in Sibirien und Kasachstan, waren Tochterkolonien entstanden. Der Anteil der Deutschen in Russland wuchs durch die Zuwanderung aus dem ehemals polnischen Grenzgebiet nach Wolhynien noch weiter an. Diese in nationalistischen russischen Kreisen als „Germanisierung“ (2) bezeichnete Entwicklung und dazu noch der Neid gegenüber den durchschnittlich wohlhabenderen Russlanddeutschen in den Städten und Südrussland verstärkte die antideutsche Stimmung im Lande.

### Kirchen
Die meisten waren evangelisch-lutherische, römisch-katholische oder evangelisch-freikirchliche Christen. 
1914 wurden im Russischen Reich 42 evangelisch-reformierte Gemeinden gezählt, meist in der Litauischen Synode oder Polen. Die anderen waren in St. Petersburg, Rohrbach-Worms, Neudorf, Chabag, Moskau, Odessa, Riga, Mitau und Libau.

### Erster Weltkrieg
Bei Ausbruch des Ersten Weltkriegs zogen die Russlanddeutschen – mit Ausnahme deutsch-baltischer Kreise – loyal gegen Deutschland in den Krieg und stellten einen hohen Anteil des russischen Generalstabs. Deutsch sprechende Soldaten des russischen Heeres waren aber zunehmend Verdächtigungen, Zurücksetzungen und Schikanen ausgesetzt und gerieten in wachsende Gewissenskonflikte. Sich gegenseitig verstärkende Verdächtigungen und nationale Absetzbewegungen untergruben die russisch-deutsche Wehrgemeinschaft und die „deutschen“ Soldaten wurden nach der Schlacht von Tannenberg (1914) an die Kaukasusfront versetzt. Vonseiten des Deutschen Reichs wurden für deutschstämmige Kriegsgefangene aus Russland spezielle Lager errichtet und die Gefangenen bevorzugt behandelt. Sie wurden in unbewachte ausgesuchte landwirtschaftliche Arbeitsstellen vermittelt und ab 1917 sollte der Förderverein für deutsche Rückwanderer helfen, sie als „Volksgenossen“ zurückzugewinnen. Im Zarenreich kam es durch das Vordringen der deutschen und österreichisch-ungarischen Armeen zu Flucht, Vertreibung, Evakuierung und Zwangsumsiedlung von Millionen Menschen, darunter auch Russlanddeutschen, die der zaristischen Regierung als fünfte Kolonne galten. Ihnen wurde die öffentliche Verwendung der deutschen Sprache verboten und ihre wirtschaftliche Betätigung durch sogenannte Liquidationsgesetze gegen feindliche Ausländer eingeschränkt. Die Deportationen erfolgten unter katastrophalen Bedingungen zumeist nach Sibirien und die baschkirische Steppe. Nach dem Historiker Eric Lohr sollen 300.000 Russlanddeutsche deportiert worden sein. Der Fürsorgeverein für deutsche Rückwanderer brachte während des Krieges etwa 60.000 Russlanddeutsche ins Reich, dabei ging es weniger um humanitäre Erwägungen als vielmehr um die gezielte Rekrutierung von Arbeitskräften zur Verminderung des Arbeitskräftemangels. Trotz permanenter behördlicher und publizistischer Hinweise auf ihre Bedeutung angesichts der Menschenverluste des Reiches wurden sie bis kurz vor Kriegsende als „feindliche Ausländer“ einer strengen Überwachung ausgesetzt.
Im deutsch-russischen Zusatzvertrag zum Friedensvertrag von Brest-Litowsk wurde ein zehnjähriges Rückwanderungsrecht der deutschstämmigen Bevölkerung Russlands vereinbart. Dies führte mit zur Gründung der Reichsstelle für deutsche Rückwanderung und Auswanderung zur ethno-national orientierten Suche nach Arbeitskräften und Siedlern auf dem Höhepunkt der deutschen Annexionspolitik im Osten.

## Die Zwischenkriegszeit

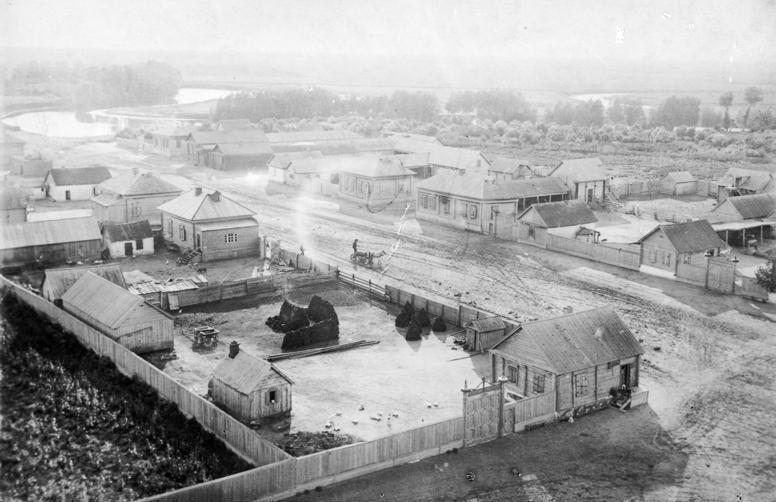
Streckerau (heute: Nowokamenka) an der Wolga, 1920

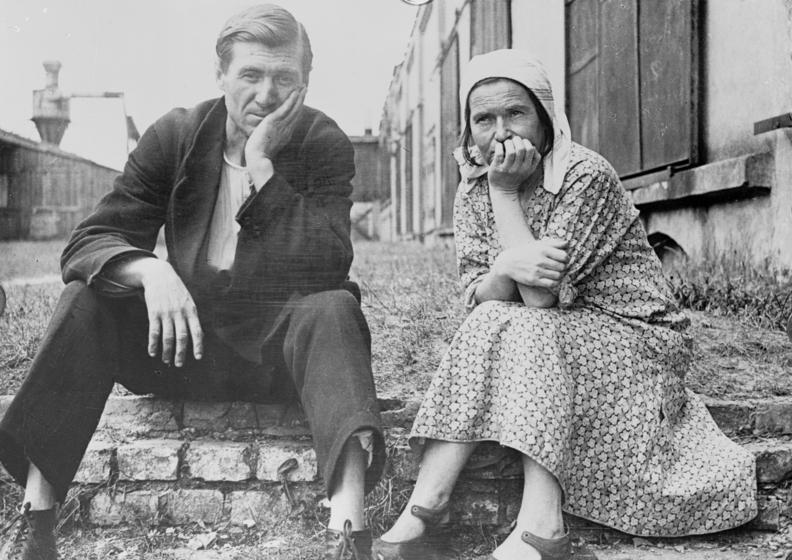
Russlanddeutsche Flüchtlinge ca. 1920 in Schneidemühl, Bauernehepaar aus dem Wolgagebiet

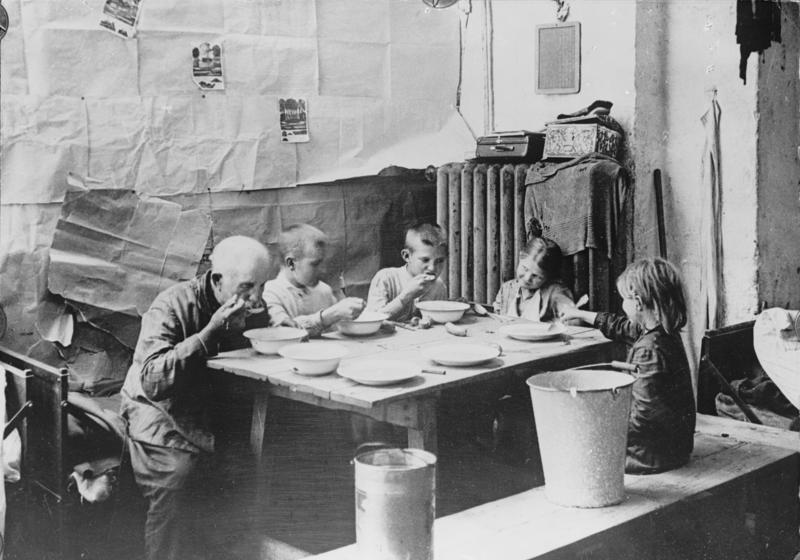
Russlanddeutsche Flüchtlinge ca. 1920 in Schneidemühl, Großvater und Enkelkinder

### Hungerjahre 1921/1922
1917 kam die Oktoberrevolution, mit der das Zarenreich zur Sowjetunion wurde. Nach dem Friedensvertrag von Brest-Litowsk mit den Mittelmächten schied Sowjetrussland als Kriegsteilnehmer aus. Es folgte ein jahrelanger Bürgerkrieg, in dem die Rote Armee der Bolschewiki gegen eine heterogene Gruppe aus Konservativen, Demokraten, gemäßigten Sozialisten, Nationalisten und der Weißen Armee kämpfte, während sich gleichzeitig neue Staaten (unter anderem Polen, die baltischen Staaten) auf dem Territorium des alten Zarenreichs proklamierten. Viele deutsche Siedler lebten damit außerhalb des Machtbereichs der Sowjets. Nicht aber die Bauern an der Wolga sowie die Schwarzmeerdeutschen, die nun Bekanntschaft mit dem Kriegskommunismus schließen mussten. Sie mussten Zwangsabgaben leisten, die sogar das Saatgut einschlossen. Wer sich dem widersetzte, wurde als Kulak diffamiert und Opfer der Entkulakisierung.
Dürrejahre (1921–1923) verschärften diese Situation noch weiter und es kam zu einer Hungersnot. Lenins Neue Ökonomische Politik (NÖP) 1921 konnte nicht mehr verhindern, dass trotz ausländischer Spenden 3 bis 5 Mio. Menschen verhungerten, davon allein 120.000 Russlanddeutsche (48.000 im Wolgagebiet).

### Neue Grenzen
Bald nach dem Ende des Bürgerkriegs (1920) wurden unter anderem die Ukraine, Belarus und Kasachstan bzw. Kirgisien als neue Sowjetrepubliken gegründet. Die Bezeichnung „Russlanddeutsche“ blieb trotzdem im allgemeinen deutschen Sprachgebrauch erhalten, auch wenn nun das Siedlungsgebiet oft nicht mehr in der russischen Sowjetrepublik lag. Dort erhielten jedoch Gebiete mit einer großen ethnischen Minderheit zumindest nominell oft den Autonomiestatus. So kam es 1924 auch an der Wolga zur Bildung einer Autonomen Sozialistischen Sowjetrepublik der Wolgadeutschen (ASSRdWD). Auf einem Gebiet von der heutigen Größe Belgiens wurde nun Deutsch (neben Russisch und Ukrainisch) zur gleichberechtigten Amts- und Unterrichtssprache.

## Unterdrückung unter Stalin

### Hungerkatastrophe 1932/33
Ende 1929 begann Stalin mithilfe von Terror, die zwangsweise Kollektivierung der Landwirtschaft durchzusetzen. Dies führte 1932/1933 zu einer weiteren, noch verheerenderen Hungerkatastrophe als 1920/21. Die Angaben der Opfer reichen von 3 bis annähernd 11 Millionen Menschen (siehe auch Holodomor). Unter ihnen befanden sich etwa 350.000 Russlanddeutsche. Berechnungen zufolge wurden in diesen Jahren 55.000 deutsche Sowjetbürger erschossen, was 8 % der Erschossenen entspricht, obwohl die Deutschen nur 0.8 der sowjetischen Bevölkerung ausmachten.

### Vor dem Zweiten Weltkrieg

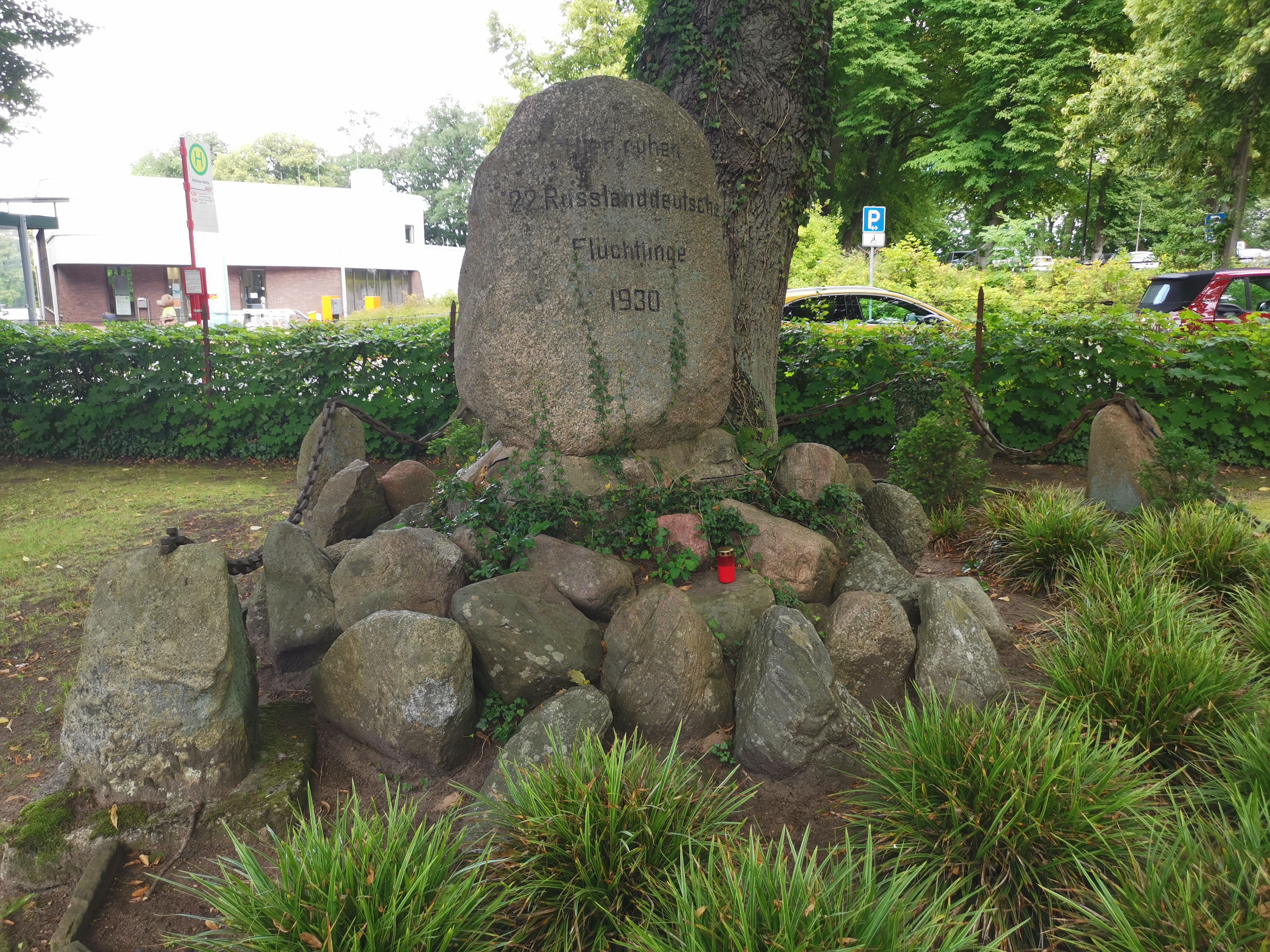
Denkmal für Russlanddeutsche von 1930 auf dem Alten Friedhof in Mölln

Spätestens mit der Machtergreifung der Nationalsozialisten in Deutschland wurden die Russlanddeutschen wieder als „innerer Feind“ betrachtet und heimlich in Listen erfasst (1934). Repressionen und Verhaftungen angeblicher „Spione“ oder „Sowjetfeinde“ nahmen zu. Allein in der Ukraine wurden 1937/38 122.237 Deutsche zum Tode, 72.783 zu Haftstrafen von zumeist 10 bis 25 Jahren verurteilt. Die Situation entspannte sich nur vorläufig nach Abschluss des Hitler-Stalin-Paktes 1939.

### Überfall auf die Sowjetunion
Im Juni 1941 begann der deutsche Einmarsch in die Sowjetunion. Mit dem schnellen Vorstoß der Wehrmacht befanden sich etwa 20 % der Russlanddeutschen unter NS-Herrschaft. Zehntausende deutschstämmige Soldaten wurden vom Dienst in der Roten Armee suspendiert und in die Strafbataillone der Arbeitsarmee versetzt.

### NS-Umsiedlungen
Den verhältnismäßig kleineren Teil der Russlanddeutschen auf der deutschen Seite der Front versuchten die Nationalsozialisten nun als „volksdeutsche“ Instrumente nationalsozialistischen Rassenwahns zu benutzen. Einige in die Gefangenschaft Geratene traten in die SS ein, etwa der damals zwanzigjährige Samuel Kunz, der sich zusammen mit dem verurteilten Kriegsverbrecher Iwan Demjanjuk der SS-Einheit „Fremdvölkische Wachmannschaften“ anschloss und nach Ansicht der Staatsanwaltschaft Bonn wegen Beihilfe zum Mord an 430.000 Menschen im Vernichtungslager in Belzec, der eigenhändigen Ermordung von acht Menschen und der Ermordung von zwei Menschen schuldig gemacht hat.
Als den deutschen Siedlungsgebieten die Wiedereroberung durch die sowjetische Armee drohte, begannen die SS-Dienststellen die deutschstämmige Bevölkerung als Administrativumsiedler in sieben Aktionen in „volksdeutsche Bereiche“ umzusiedeln:
- Die erste Umsiedlungsaktion Anfang 1942 betraf rund 3.800 Deutsche aus dem Gebiet Leningrad und Ingermanland. Sie wurden bei Lublin in Polen angesiedelt oder kamen zum Arbeitseinsatz in das damalige Deutsche Reich.
- Anfang 1943 begann die Rückführung der rund 10.500 Deutschen aus dem Gebiet der so genannten Heeresgruppe Mitte und aus Belarus. Diese Volksdeutschen wurden in den Warthegau (im besetzten Polen) und dem damaligen Deutschen Reich umgesiedelt.
- Die dritte Aktion betraf rund 11.800 Deutsche aus dem Nordkaukasus, der Kalmückensteppe und der Ostukraine. Es handelte sich um Personen, die von der Deportation nach Sibirien verschont geblieben waren. Ihre Umsiedlung erfolgte im Februar 1943.
- Der sogenannte Russlandaktion erfasste rund 72.000 Deutsche aus den Städten Cherson, Nikolajew, Nikopol, Kiew, Charkow, Kriwoj Rog, Melitopol, Mariupol, Dnjepropetrowsk, Kirowograd, Saporoshje sowie die verbliebenen 960 Krimdeutschen. Auch diese Umsiedler kamen in den Warthegau. Der Transport vollzog sich von September 1943 bis März 1944 unter witterungsbedingten schlimmen Umständen.
- Die sogenannte Schwarzmeeraktion betraf rund 73.000 Schwarzmeerdeutsche und dauerte von August 1943 bis Mai 1944. Auch diese Menschen wurden in den Warthegau geführt.
- Der sechste Treck betraf das Gebiet Shitomir. 44.600 „Ost-Wolhynier“ kamen zuerst nach Białystok und dann in den Warthegau.
- Die größte und letzte Umsiedlungsaktion galt den zirka 135.000 Transnistriendeutschen, die ebenfalls im Warthegau angesiedelt wurden. Diese Aktion begann im Februar 1944 und war Anfang Juli beendet.

Insgesamt wurden etwa 330.000 Deutsche, die in der Ukraine und der Schwarzmeerregion lebten, außerdem kleine Gruppen aus der Umgebung von Leningrad und aus Belarus, Opfer der NS-Umsiedlungen.
Mit der deutschen Niederlage gerieten etwa 100.000 dieser Neusiedler wieder in den Machtbereich der Sowjetunion oder wurden durch die Westalliierten (Briten und US-Amerikanern) als Displaced Person den sowjetischen Militärbehörden ausgeliefert und, wenn sie einem der fünf Kriterien der Konferenz von Jalta entsprachen, wurden sie ohne Rücksicht auf ihre individuellen Wünsche zwangsrepatriiert.

### Deportationen
Nach dem deutschen Überfall auf die Sowjetunion am 22. Juni 1941 begannen die ethnisch motivierten Deportationen in der UdSSR. Während die Kriterien für die Deportationen nach der Besetzung Ostpolens 1939 und der Annexion der baltischen Staaten 1940/41 noch einer Mischung von sozialpolitischen und ethnischen Kriterien gefolgt waren, ging es nun um die Deportation ganzer Völker. Unmittelbar nach dem deutschen Angriff begann die Zwangsumsiedlung fast aller in der Sowjetunion lebenden Deutschen. Sie wurden entsprechend dem Erlass des Obersten Sowjets vom 28. August 1941 innerhalb weniger Wochen aus den europäischen Teilen der Sowjetunion nach Osten – vorwiegend Sibirien, Kasachstan und an den Ural deportiert. Die Sowjetunion wollte mit der Umsiedlung eine weitreichende Kollaboration der Russlanddeutschen mit Nazi-Deutschland verhindern.
Der Erlass des Präsidiums des Obersten Sowjets der UdSSR vom 28. August 1941 „Über die Umsiedlung der Deutschen, die in den Volga-Rayons leben“ lautete:

„Entsprechend glaubwürdigen Nachrichten, die die Militärbehörden erhalten haben, befinden sich unter der in den Volga-Rayons lebenden deutschen Bevölkerung Tausende und Zehntausende von Diversanten und Spionen, die nach einem aus Deutschland gegebenen Signal in den von den Wolgadeutschen besiedelten Rayons Sprenganschläge verüben sollen.

Über die Anwesenheit einer so großen Zahl von Diversanten und Spionen unter den Wolgadeutschen hat den Sowjetbehörden keiner der in den Volga-Rayons ansässigen Deutschen gemeldet, folglich verbirgt die deutsche Bevölkerung der Volga-Rayons in ihrer Mitte Feinde des Sowjetvolkes und der Sowjetmacht.

Im Falle von Diversionsakten, die auf Weisung aus Deutschland durch deutsche Diversanten und Spione in der Republik der Wolgadeutschen oder in den angrenzenden Rayons ausgeführt werden sollen, und im Falle, daß es zum Blutvergießen kommen wird, wird die Sowjetregierung entsprechend den zur Kriegszeit geltenden Gesetzen gezwungen sein, Strafmaßnahmen zu ergreifen.

Um aber unerwünschte Ereignisse dieser Art zu vermeiden und ernsthaftes Blutvergießen zu verhindern, hat das Präsidium des Obersten Sowjets der UdSSR es für notwendig befunden, die gesamt deutsche Bevölkerung, die in den Volga-Rayons ansässig ist, in andere Rayons umzusiedeln, und zwar derart, daß den Umzusiedelnden Land zugeteilt und bei der Einrichtung in den neuen Rayons staatliche Unterstützung gewährt werden soll.

Für die Ansiedlung sind die an Ackerland reichen Rayons der Gebiete Novosibirsk und Omsk, der Region Altaj, Kasachstans und weitere benachbarte Gegenden zugewiesen worden.

Im Zusammenhang damit ist das Staatliche Verteidigungskomitee angewiesen worden, die Umsiedlung aller Wolgadeutschen und die Zuweisung von Grundstücken und Nutzland an die umzusiedelnden Wolgadeutschen in den neuen Rayons unverzüglich in Angriff zu nehmen.

Der Vorsitzende des Präsidiums des Obersten Sowjets der UdSSR
gez. M. Kalinin

Der Sekretär des Präsidiums des Obersten Sowjets der UdSSR
gez. A. Gorkin

Moskau, Kreml,
28. August 1941“

Bis Weihnachten 1941 registrierten die sowjetischen Sicherheitsapparate 894.600 deportierte Deutsche, bis Juni 1942 1.209.430. Damit wurden gemessen an den Zahlen der Volkszählung von 1939 etwa 82 Prozent der deutschstämmigen Sowjetbürger deportiert.
Familien wurden auseinandergerissen, die Menschen wurden mit Viehwaggons transportiert und irgendwo in den Steppen Kasachstans „abgekippt“, wo sie sich Erdhütten gruben und mit Entsetzen dem bevorstehenden Winter entgegensahen. Wieder andere wurden Kolchosen zugewiesen und mussten dort nach Überlebensmöglichkeiten suchen, die man den „Faschisten“ eigentlich gar nicht zubilligte. Gleichzeitig wurden ihre staatsbürgerlichen Rechte aberkannt und ihr Eigentum bis auf ein geringes Handgepäck eingezogen. Die meisten von ihnen waren im Alter zwischen 14 und 60 Jahren und mussten in Arbeitslagern unter unmenschlichen Bedingungen arbeiten. Mehrere Hunderttausend – die nicht ermittelte Zahl schwankt um 700.000 – starben in dieser Zeit vor allem an schlechten Arbeits-, Lebens- oder medizinischen Bedingungen.

### Tod und Verbannung
Die Deutschen wurden der Sonderverwaltung (Kommandantur) unterstellt und praktisch zu rechtlosen Arbeitssklaven gemacht, die dann im Herbst 1941 zusammen mit deutschen Kriegsgefangenen, darunter auch Zivilisten, in die sogenannte Trudarmee (von труд ‚Arbeit‘) interniert wurden. Unter militärischer Willkür mussten sogar Jugendliche bei unzureichender Ernährung und bei extremer Kälte körperliche Schwerstarbeit verrichten.

## Nach dem Stalinismus
Ein Großteil der Russlanddeutschen hat die vielfachen staatlichen Eingriffe in das vormals eigenständige dörfliche Leben nicht überlebt. Vor allem der Stalinismus zerstörte sowohl Menschenleben als auch die Dörfer und damit die eigenständige Kultur der Deutschen in Russland. Die Kinder der Russlanddeutschen hatten – wenn überhaupt – nur Zugang zu russischsprachigem Unterricht. Deutsch öffentlich zu sprechen blieb noch lange gefährlich und verstärkte die Gefahr, als angeblicher „Faschist“ angefeindet zu werden. Am 26. November 1948 verkündete der Oberste Sowjet, dass die Verbannung „auf ewig“ (1) gelten solle.
In Sibirien und Kasachstan wurden die Russlanddeutschen weitgehend von den anderen Sowjetbürgern getrennt in Sondersiedlungen angesiedelt. Diese unterstanden regelmäßig einer sog. Kommandantur mit strengen Meldepflichten, Ausgangsbeschränkungen und Diskriminierungen. Es herrschten lange Zeit lagerähnliche Zustände. Ein Erlass, die Kommandanturen aufzuheben, wurde am 13. September 1955 gefasst und ab Januar 1956 umgesetzt. Ab dieser Zeit durften sich die Deutschen wieder einen Wohnort nach Wunsch suchen, aber nicht in ihren früheren Siedlungsgebieten. Die deutschen Siedlungen in Sibirien und Kasachstan bestanden als Dörfer mit deutscher Mehrheitsbevölkerung weiter. Im Laufe der Zeit zogen auch Russen und andere Sowjetbürger dorthin.
Am 29. August 1964 wurden die Russlanddeutschen durch ein – allerdings damals nicht veröffentlichtes – Dekret des Obersten Sowjets rehabilitiert. In den 1960er Jahren begann auch langsam die Ausreise von Russlanddeutschen nach Deutschland. Vor allem siedelten sie in die Bundesrepublik um. Aber auch in der DDR fanden einige Familien eine neue Heimat. Erst in den 1980er Jahren und vor allem nach dem Zerfall der Sowjetunion wuchs der Strom der Aussiedler nach Deutschland stark an.

## Volkszählungen in Russland (1939–2010)
Im Jahr 1939, also vor der Umsiedlung, lebten etwa 1,4 Millionen Deutsche in der Sowjetunion. In Russland lebten etwa 860.000 Russlanddeutsche, davon in der ASSR der Wolgadeutschen etwa 370.000 Wolgadeutsche. Nach der Umsiedlung wurde die Wolgadeutsche Republik aufgelöst. Als Ukrainedeutsche wurden etwa 390.000 gezählt. Weitere größere Gruppen lebten im Kaukasus und auf der Krim.
Im Jahr 1959 lebten in Russland etwa 820 000 Russlanddeutsche. Zudem lebten mehrere Hunderttausend Russlanddeutsche nach der Umsiedlung in Kasachstan. Im Jahr 1959 hatten die Region Altai, das Gebiet Omsk und das Gebiet Nowosibirsk den höchsten Bevölkerungsanteil an Russlanddeutschen. Noch im Jahr 2010 stellten die Russlanddeutschen in der Region Altai und im Gebiet Nowosibirsk die größte Minderheit.
Bevölkerungszahlen der Russlanddeutschen von 1939 bis 1989:
1939: 862 504
1959: 820 016
1970: 761 888
1979: 790 762
1989: 842 295
Bevölkerungszahlen nach Verwaltungseinheiten 1939:
ASSR der Wolgadeutschen: 366 685
Gebiet Omsk: 59 832
ASSR Krim: 51 299
Region Ordschonikidse: 45 689
Gebiet Saratow: 42 970
Region Krasnodar: 34 287
Region Altai: 33 203
Gebiet Rostow: 32 968
Gebiet Stalingrad: 23 752
Gebiet Nowosibirsk: -
Region Krasnojarsk: -
Gebiet Kemerewo: Verwaltungseinheit existierte noch nicht
Gebiet Swerdlowsk: -
Gebiet Tscheljabinsk: 6 019
Gebiet: Perm: -
Gebiet Orenburg: 18 594
Gebiet Tomsk: Verwaltungseinheit existierte noch nicht
Bevölkerungszahlen nach Verwaltungseinheiten 1959:
ASSR der Wolgadeutschen: aufgelöst
Gebiet Omsk: 105 728
ASSR Krim: im Jahr 1954 an die Ukraine übertragen
Region Ordschonikidse: aufgelöst
Gebiet Saratow: 3 379
Region Krasnodar: –
Region Altai: 143 074
Gebiet Rostow: –
Gebiet Stalingrad: 7 473
Gebiet Nowosibirsk: 78 769
Region Krasnojarsk: 66 733
Gebiet Kemerewo: 65 041
Gebiet Swerdlowsk: 53 137
Gebiet Tscheljabinsk: 48 675
Gebiet: Perm: 38 928
Gebiet Orenburg: 34 639
Gebiet Tomsk: 21 152
Bevölkerungszahlen nach Verwaltungseinheiten 2010:
Region Altai: 50 701
Gebiet Nowosibirsk: 30 924

## Weitreichende Folgen des Krieges
Im Jahr 1950 war es 70.000 Deutschen aus Russland (von insgesamt 12,2 Millionen deutschen Vertriebenen) gelungen, einen dauerhaften Wohnsitz in der Bundesrepublik Deutschland zu nehmen; 5.000 Deutsche aus Russland (von insgesamt 4,1 Millionen deutschen Vertriebenen) lebten seinerzeit in der DDR.
Viele Spätaussiedler, die Jahrzehnte später nach Deutschland ausgewandert sind, berichten von Folgen des Krieges, die noch heute zu spüren sind. Sie hatten mit Vorurteilen der russischen Bevölkerung in Russland, haben aber auch mit Vorurteilen der deutschen Bevölkerung in Deutschland zu kämpfen. Während den Russlanddeutschen in ihren Herkunftsgebieten ihre Deutschstämmigkeit vorgeworfen wurde und teilweise noch wird, werden Deutsche aus Russland in Deutschland häufig, wenn sie Deutsch mit Akzent sprechen, als Ausländer oder, wenn sie untereinander Russisch sprechen, als Russen eingestuft. Trotzdem ist die Gruppe der Deutschen aus Russland im Vergleich zu anderen Gruppen mit Migrationshintergrund insgesamt gut in die deutsche Gesellschaft integriert.